# Indywidualne Mistrzostwa Szwecji na Żużlu 1995
Indywidualne Mistrzostwa Szwecji na Żużlu 1995 – cykl turniejów żużlowych, mających wyłonić najlepszych żużlowców szwedzkich. Tytuł wywalczył Henrik Gustafsson (Indianerna Kumla).

## Finał
- Kumla, 2 września 1995

| Msc. | Zawodnik             | Klub                   | Pkt   |  |  |
| ---- | -------------------- | ---------------------- | ----- |  |  |
| 1    | Henrik Gustafsson    | Indianerna Kumla       | 14    |  |  |
| 2    | Peter Karlsson       | Örnarna Mariestad      | 13 +3 |  |  |
| 3    | Kenneth Lindby       | Bysarna Visby          | 13 +2 |  |  |
| 4    | Tony Rickardsson     | Valsarna Hagfors       | 12    |  |  |
| 5    | Stefan Dannö         | Valsarna Hagfors       | 10    |  |  |
| 6    | Daniel Andersson     | Indianerna Kumla       | 9     |  |  |
| 7    | Mikael Karlsson      | Örnarna Mariestad      | 9     |  |  |
| 8    | Niklas Karlsson      | Örnarna Mariestad      | 8     |  |  |
| 9    | Jimmy Nilsen         | Getingarna Sztokholm   | 6     |  |  |
| 10   | Magnus Zetterström   | Smederna Eskilstuna    | 6     |  |  |
| 11   | Niklas Klingberg     | Örnarna Mariestad      | 6     |  |  |
| 12   | Jörgen Johansson     | Västervik Speedway     | 5     |  |  |
| 13   | Jörgen Hultgren      | Västervik Speedway     | 4     |  |  |
| 14   | Einar Kyllingstad    | Rospiggarna Hallstavik | 2     |  |  |
| 15   | Anders Kling         | Dackarna Målilla       | 2     |  |  |
| 16   | Stefan Andersson     | Indianerna Kumla       | 0     |  |  |
|      | rez. Robert Eriksson | Valsarna Hagfors       | 1     |  |  |
|      | rez. Claes Ivarsson  | Vetlanda               | 0     |  |  |